# 鵜殿石仏群
鵜殿石仏群（うどのせきぶつぐん）は、佐賀県唐津市相知町天徳に存在する、県指定史跡である。

## 概要
大同元年（806年）に刻まれたといわれ、十一面観音を中心に持国天、多聞天、不動明王など、密教の色彩がつよく感じられる。相知町鵜殿窟（）と称される断層岩壁に彫刻された磨崖仏群。かつてはその中に平等寺が建立されていたが、寺は焼失し、今では石壁だけとなった。

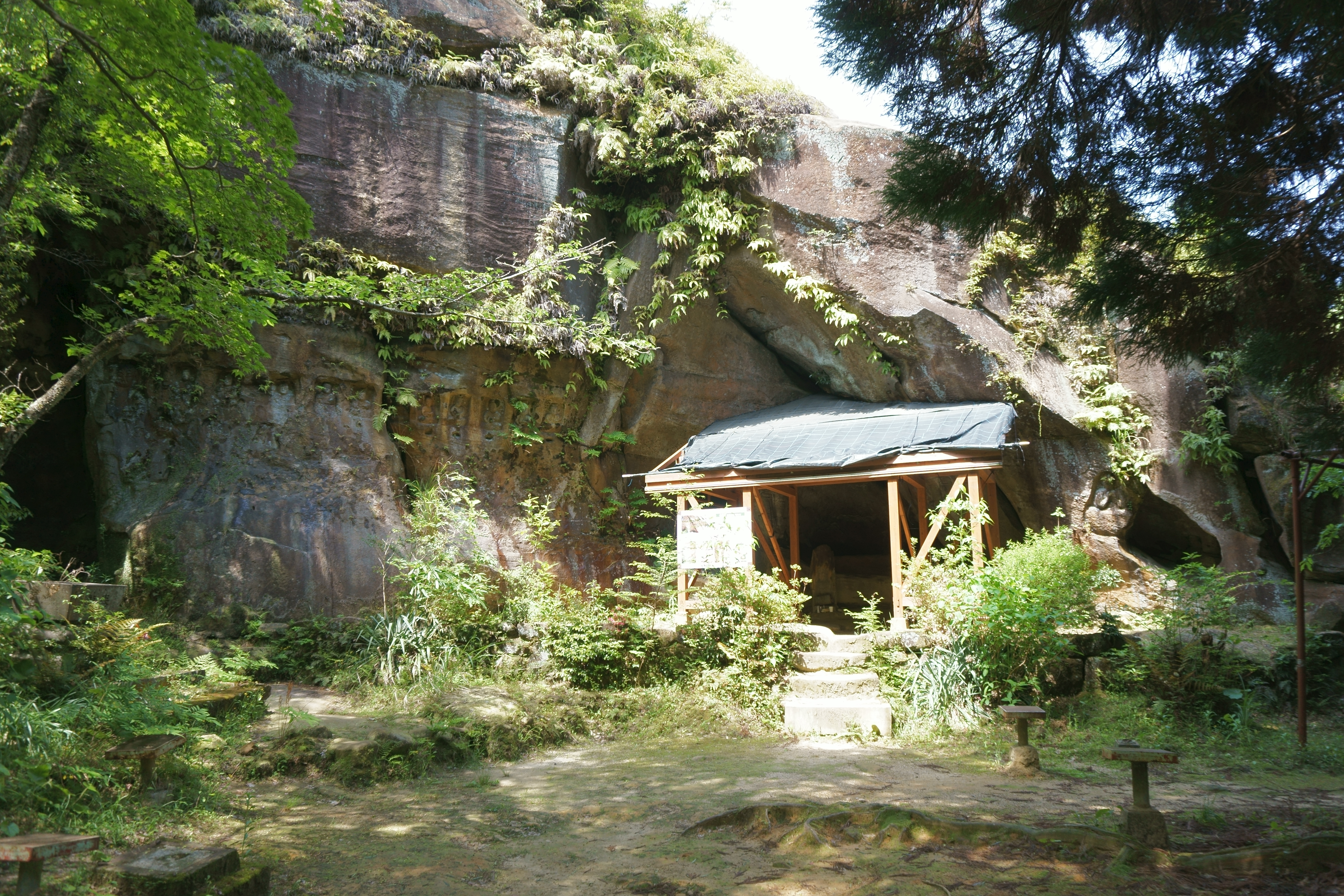
石仏群正面部分の全景
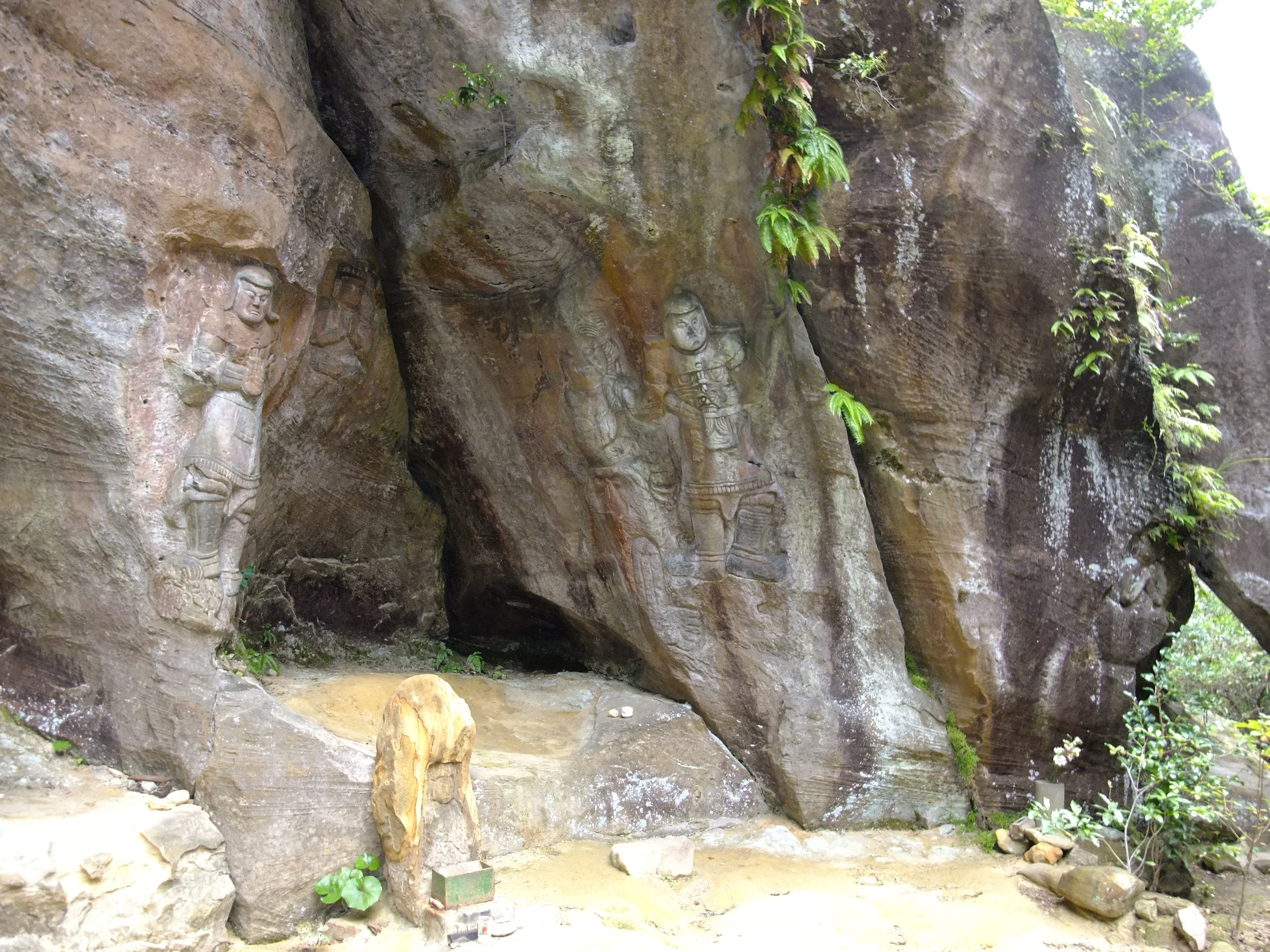
正面の四尊（左から右に持国天、十一面観音、不動明王、多門天）
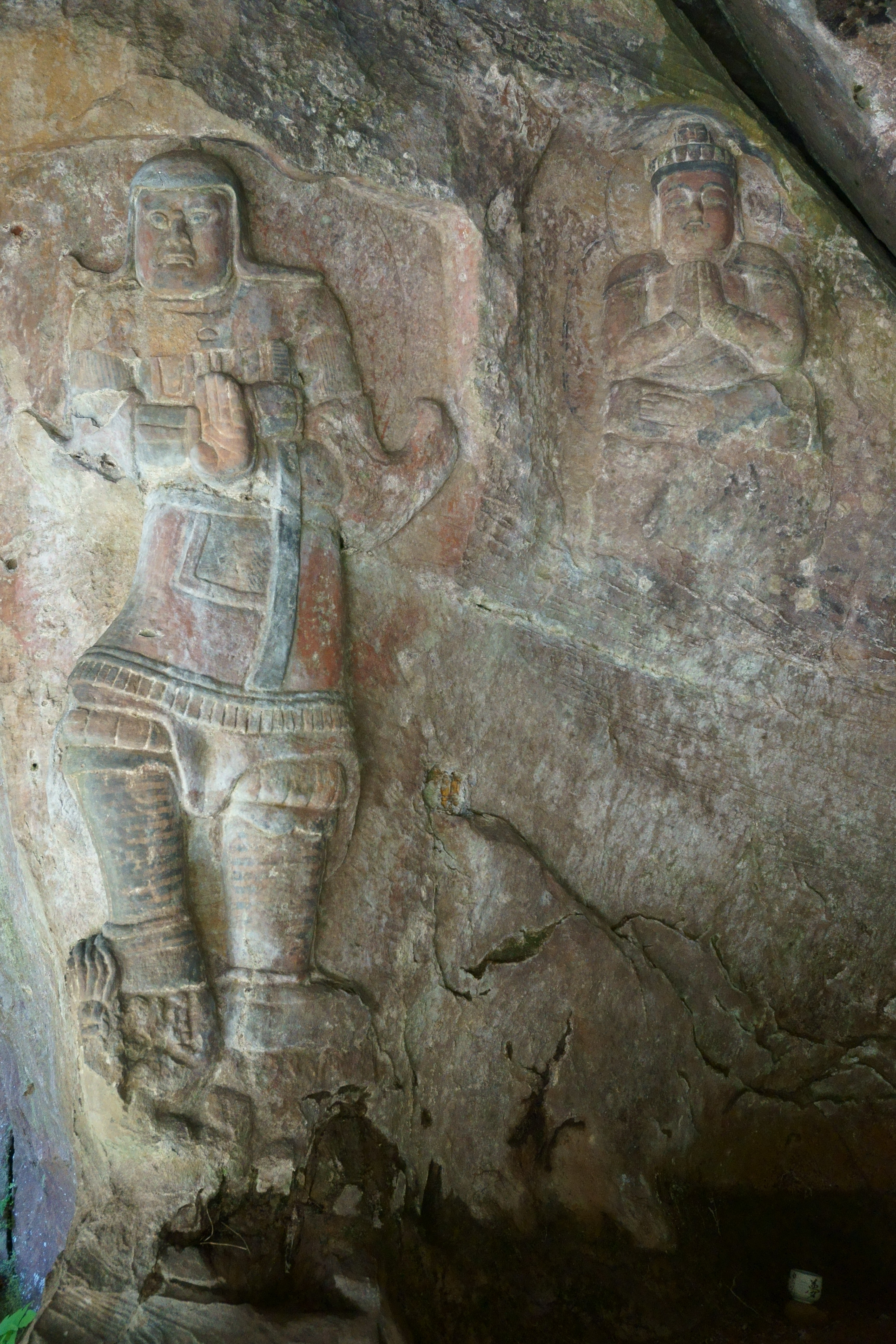
持国天、十一面観音

## アクセス

### 公共交通機関
- JR唐津線相知駅から、徒歩20分
- JR唐津線相知駅から、昭和バス唐津行き乗車。バス停末広町下車、徒歩10分
- JR唐津線相知駅から、タクシー利用で5分

### 自動車
- 長崎自動車道多久ICから車で25分 （無料駐車場有）